# GM Delta
Delta — переднеприводная платформа, разработанная General Motors. Предназначена для использования в компактных легковых автомобилях и кроссоверах, является непосредственным преемником T-платформы. Также заменила собой платформу J и платформу Z. Дебютировала в 2003 году на Saturn Ion. Автомобили, разработанные на базе Delta, как правило, имеют отличительный признак в виде буквы «А» в четвёртом символе своего VIN-кода. Передняя подвеска автомобилей на этой платформе независимая, сзади полунезависимая. Наиболее распространены двигатели линейки Ecotec, агрегатированные с 4-ступенчатой автоматической или 5-ступенчатой механической трансмиссией.

### Применение

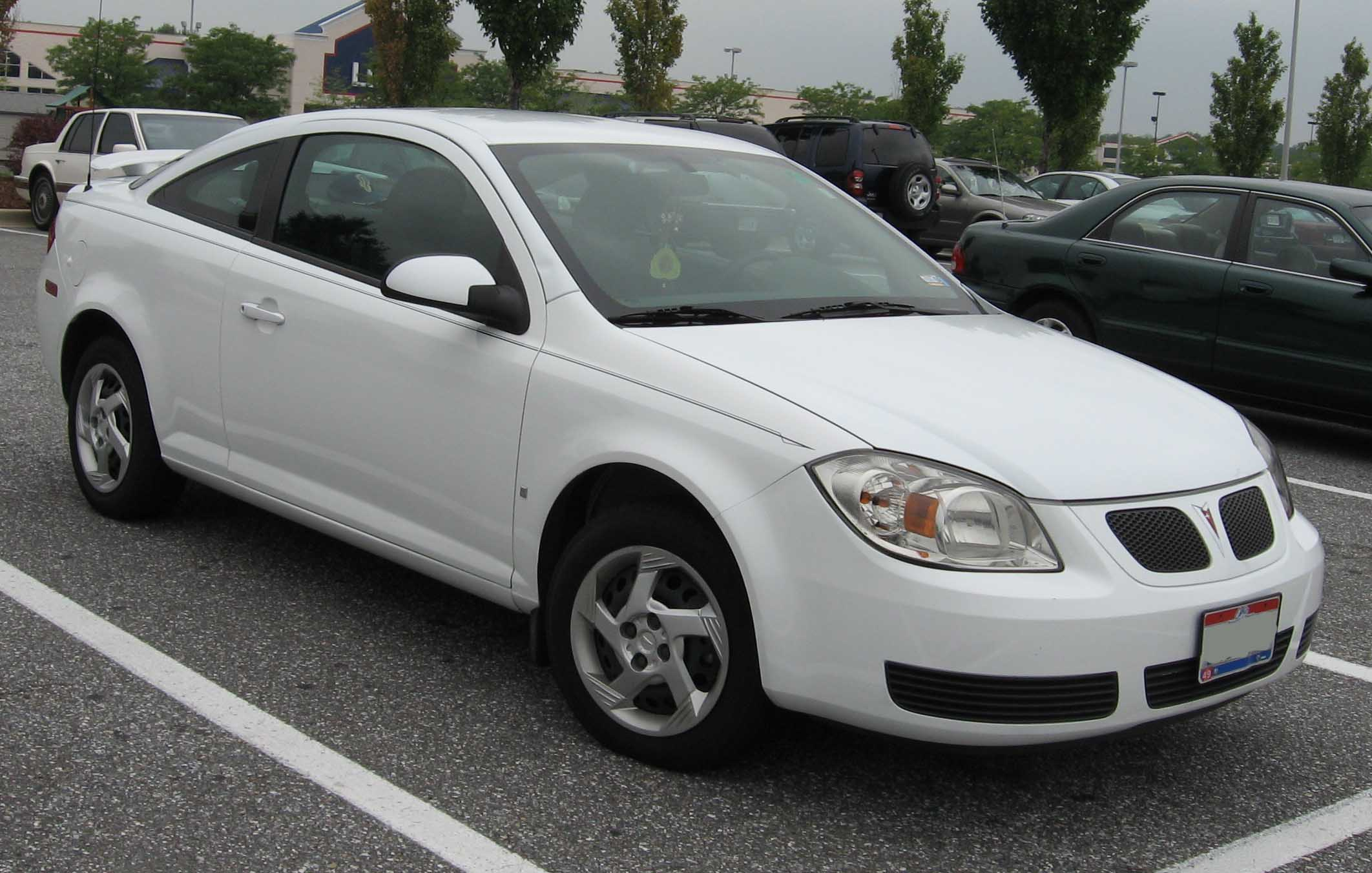
Pontiac G5

Автомобили, построенные на платформе Delta:
- 2003—2007 Saturn Ion
- 2005—2011 Opel Astra H
- 2005—2014 Opel Zafira B
- 2005—2010 Chevrolet Cobalt
- 2005—2009 Pontiac G5 / Pontiac G4 / Pontiac Pursuit
- 2006—2011 Chevrolet HHR
- 2010—2017 Opel Meriva B

## Delta II
Delta II — одна из платформ GM, предназначенных для разработки автомобилей компакт-класса. Как и свой предшественник Delta, спроектирована в Германии подразделением Opel. Внутри самой GM обычно используется обозначение «Глобальная компактная автомобильная платформа» (Global Compact Vehicle Architecture, GCV).
Задняя подвеска этой платформы — торсионная балка с опциональным механизмом Ватта, которая улучшает управляемость автомобиля; такая конфигурация используется в Opel Astra и в некоторых комплектациях Chevrolet Cruze для американского рынка. Этот тип подвески обычно описывается как полунезависимый, что означает, что два колеса могут двигаться относительно друг друга, но их движения ещё несколько взаимосвязаны, в большей степени, чем при по-настоящему независимой задней подвеске. Как следствие, управляемость и ходовые качества автомобиля могут быть несколько снижены и по этой причине отдельные производители модифицировали конструкцию. Так, Volkswagen предпочел применить независимую заднюю подвеску на Volkswagen Golf V. Opel же продолжил применять полунезависимую схему, что обеспечивало экономию в размере 100 евро за автомобиль по сравнению с многорычажной задней подвеской. Также торсионная балка осталась на Renault Mégane и Citroën C4. Полунезависимая подвеска меньше подвержена износу, чем полностью независимая многорычажная, в результате чего почти не нуждается в обслуживании.
Платформа была выбрана General Motors в качестве основы для своего первого автомобиля с гибридной установкой Voltec — Chevrolet Volt. Производство началось в ноябре 2010 года, а первые партии Chevrolet Volt были доставлены покупателям уже в декабре.

### Применение
Автомобили, построенные на платформе Delta II:
- 2008—2016 Chevrolet Cruze / Daewoo Lacetti Premiere / Holden Cruze[6]
- 2009—2015 Opel Astra J / Buick Excelle XT
- 2010—2015 Chevrolet Volt
- 2010—н. в.Chevrolet Orlando
- 2011—2016 Buick Verano
- 2011—2015 Opel Ampera
- 2011—н. в. Opel Zafira Tourer C
- 2013—н. в. Opel Cascada
- 2013—2016 Cadillac ELR
- 2013—2018 Baojun 560
- 2017—н. в. Chevrolet Cavalier (для китайского рынка)

## D2XX/D2UX
Новая глобальная платформа General Motors под названием D2XX была представлена в августе 2012 года. Как и большинство предшествующих платформ, она была спроектирована в Рюссельсхайме инженерами Opel. По заявлению GM, для модернизации завода в Лордстауне и производства второго поколения Chevrolet Cruze, основанного на D2XX, инвестировано порядка 220 миллионов долларов.
Разрабатывалась для автомобилей компакт-класса, заменяя оба поколения Delta и платформу Theta.

### Применение
Автомобили, построенные на платформе D2XX/D2UX:
- 2015—2019 Chevrolet Cruze II
- 2015—2021 Opel Astra K
- 2016—2019 Chevrolet Volt
- 2015—н. в. Buick Envision
- 2015—н. в. Buick Verano (для китайского рынка)
- 2018 Chevrolet Equinox
- 2018 GMC Terrain